# Ryōko Fukuyama
Ryōko Fukuyama (jap. 福山 リョウコ, Fukuyama Ryōko; * 5. Januar 1977 in der Präfektur Wakayama, Japan) ist eine japanische Manga-Zeichnerin. Ihre Werke richten sich an Mädchen und sind dem Shōjo-Genre zuzuordnen.
Sie studierte an der Chūō-Universität. Ihren ersten Manga veröffentlichte Fukuyama 1999 mit der Kurzgeschichte Shinzō ga Tarinai im japanischen Manga-Magazin Hana to Yume. Von da an arbeitete sie als professionelle Zeichnerin für den Hakusensha-Verlag und begann 2003 ihre Manga-Serie Charming Junkie. Diese erschien im Hana to Yume, umfasst über 3.000 Seiten und wird unter anderem auch ins Deutsche übersetzt.
Die Zeichnerin wurde mehrmals als beste Nachwuchszeichnerin ausgezeichnet, so unter anderem mit dem 270. HMC doryokushō und dem 23. atena shinjin taishō.
Außerdem lebte sie eine Zeit lang in der Nähe von Braunschweig. Derzeit lebt sie in der Präfektur Kanagawa.

## Bibliografie
- Shinzō ga Tarinai (1999)
- Kaminari (2000)
- Charming Junkie (2003–2008)
- Monochrome Kids (2008–2012)
- Anonymous Noise (2013–)